# Masia del Peixero
La Masia del Peixero és una obra de Deltebre (Baix Ebre) inclosa a l'Inventari del Patrimoni Arquitectònic de Catalunya.

## Descripció
Aquesta casa és representativa de les cases del camp del Delta. Feta amb totxo cuit té la teulada inclinada amb una sol vessant. Planta rectangular i un sol pis (el terreny no permet enlairar la casa). La casa té un porxo amb esquelet de ferro cobert per una parra. La casa disposa d'una cisterna que, de planta rectangular, és coberta amb una mena de volta.